# Đại học Nghệ thuật Kanazawa
Đại học Nghệ thuật Kanazawa (金沢美術工芸大学, Kanazawa Bijutsu Kōgei Daigaku, còn gọi là Kanazawa Art and Industrial Design University) (được gọi thông tục là Bidai hoặc Kanabi) là một trường đại học công ở thành phố Kanazawa, tỉnh Ishikawa, Nhật Bản.

## Sơ lược
Trường được thành lập vào năm 1946 bởi chính quyền thành phố sau Thế chiến II. Chương trình đại học được mở vào năm 1979.
Hiện nay trên cơ sở hàng năm thì trường tuyển sinh 145 tân sinh viên và 32 thạc sĩ và 7 tiến sĩ. Đây là trường đại học nghệ thuật nhỏ nhất ở Nhật Bản về số lượng sinh viên, chỉ có khoảng 600-700 sinh viên tại bất kỳ thời điểm nào. Trường đại học nổi tiếng với một truyền thống đặc biệt là có một số sinh viên mặc đồ hóa trang đến lễ tốt nghiệp.
Trường đại học ban đầu nằm ở quận Dewa của Kanazawa, và chuyển đến địa điểm hiện tại vào năm 1972. Năm 2016, trường thông báo kế hoạch chuyển đến một cơ sở mới trong tương lai gần, với lý do thiếu không gian, cơ sở vật chất lạc hậu và thiếu thốn, và không có hệ thống lắp đặt nào dễ tiếp cận (chẳng hạn như dốc và phòng vệ sinh dành cho người đi xe lăn) trong các tòa nhà gần 50 năm tuổi. Các kế hoạch chính thức được phê duyệt vào năm 2018; khuôn viên mới dự kiến hoàn thành năm 2022 và mở cửa năm 2023.

## Cựu sinh viên đáng chú ý
- Hayagawa Kazuyoshi - đạo diễn quảng cáo truyền hình
- Higashimura Akiko - tác giả manga
- Hosoda Mamoru - đạo diễn hoạt hình
- Hosono Hitomi - nghệ nhân làm gốm
- Inoue Naohisa - họa sĩ
- Miyamoto Shigeru - nhà sản xuất trò chơi điện tử cho Nintendo
- Yonebayashi Hiromasa - đạo diễn hoạt hình cho Studio Ghibli
- Kinuko Y. Craft (Yamabe Kinuko) - họa sĩ và người vẽ tranh minh họa